# 米兰·拉斯蒂斯拉夫·什特凡尼克
米兰·拉斯蒂斯拉夫·什特凡尼克（1880年7月21日—1919年5月4日），捷克斯洛伐克政要、外交官、军事将领和天文学者。他在第一次世界大战期间担任法国陆军将领，捷克斯洛伐克独立后成为首任战争部长。他作为捷克斯洛伐克全国委员会（抵抗运动）的主要成员之一，为捷克斯洛伐克的独立及主权事业做出了决定性的贡献，他也因此与托马斯·马萨里克、爱德华·贝奈斯一同被称为“捷克斯洛伐克独立三杰”。